# Testio
En la mitología griega, Testio (en griego Θέστιος Thestios) era un rey de los pleuronios de Etolia. Apolodoro nos dice que era uno de los cuatro hijos de Ares y Demonice, a quien otros llaman Pisídice. Otros hacen a Testio una generación mayor y lo imaginaron como hijo de Agenor de Etolia. Sea como fuere hay que evitar confundir a Testio con Tespio, a quien a veces denominan con el mismo nombre.
Hesíodo nos cuenta que Testio resolvió desposarse con Euritemiste, hija de Partaón —o Euritémide, hija de Cleobea, según otro autor. Viajó hasta la corte de Partaón y después de pagar una ingente dote de bodas se llevó a la muchacha. Euritemiste a su tiempo alumbró tres hijas, Altea, Leda e Hipermestra. Estas tres muchachas suelen ser referidas con el patronímico de Testíades y tienen mucha importancia porque conectan con tres periplos épicos de la mitología. En efecto Leda fue madre de Helena (guerra de Troya), Altea de Meleagro (cacería del jabalí de Calidón) e Hipermestra de Anfiarao (los siete contra Tebas). Menos célebres que sus hermanas fueron los hijos de Testio, llamados Eurípilo, Evipo, Plexipo e Ificlo, a quien algunos llaman Testíada. Murieron en la cacería del jabalí de Calidón, en una pelea con Meleagro, por los restos del animal como premio para el ganador.
Se dice que Testio se alió con Tindáreo e Icario cuando estos fueron expulsados de Laconia por Hipocoonte. Estrabón completa la narración, y dice que Testio ayudó a los dos hermanos a adquirir una porción grande del país al otro lado del Aqueloo, con la condición de que ambos se repartieran el gobierno. Tindáreo regresó poco tiempo después para pedirle la mano de su hija Leda, pero Icario conservó una porción de Acarnania. Otras fuentes dicen que la esposa de Testio era Laofonte, hija de Pleurón, o Deidamía, hija de Perieres, o incluso una tal Leucipe.

### Descendencia
- Afares[16]
- Altea (con Euritemiste,[8] Laofonte,[13] Deidamía[14] o Euritémide)[7]
- Calidón[4]
- Cometes[6]
- Eurípilo (con Euritémide)[7]
- Evipo (con Euritémide)[7]
- Hipermestra (con Euritemiste[8] o Euritémide)[7]
- Ificlo (con Laofonte,[13] Deidamía,[14] Euritémide[7] o Leucipe)[15]
- Leda (con Euritemiste,[8] Laofonte[13] Deidamía[14] o Euritémide)[7]
- Plexipo (con Euritémide)[7]
- Prótoo[6]
- Toxeo[17]